# Lie to Me (singel Bon Jovi)
Lie to Me – singel zespołu Bon Jovi wydany w 1995 za pośrednictwem wytwórni Mercury Records, promujący album These Days.

## Spis utworów
Sporządzono na podstawie materiału źródłowego.
1. "Lie To Me" (5:33)
2. "Something for the Pain" (Live) (5:30)
3. "Always" (Live) (7:18)
4. "Keep the Faith" (Live) (7:19)

## Pozycje na listach przebojów
| Lista (1995)      | Pozycja |
| ----------------- | ------- |
| Billboard Hot 100 | 76      |
| UK Top 40         | 10      |
| German Top 100    | 46      |